# مارتا (بازیکن فوتبال)
مارتا ویرا داسیلوا (به پرتغالی: Marta Vieira da Silva) معروف به مارتا زادهٔ ۱۹ فوریه ۱۹۸۶ در شهر دویس ریاشوس واقع در ایالت آلاگواس برزیل است.
او مهاجم تیم ملی فوتبال زنان برزیل و باشگاه تیرسو اف اف است.
مارتا پنج سال پیاپی (در سال‌های ۲۰۰۶٬۲۰۰۷٬۲۰۰۸٬۲۰۰۹٬۲۰۱۰) موفق به کسب مقام بهترین بازیکن زن جهان از طرف فیفا شده‌است.
او همچنین در المپیک‌های ۲۰۰۴ و ۲۰۰۹ همراه با تیم ملی برزیل موفق به دریافت مدال نقره این رقابت‌ها شده‌است.
مارتا برنده توپ طلایی به عنوان ارزنده‌ترین بازیکن در سال ۲۰۰۴ در رقابت‌های جام جهانی فوتبال زنان زیر ۲۰ سال شده‌است.
در رقابت‌های جام جهانی ۲۰۰۷ زنان او برنده توپ طلایی، بهترین بازیکن و کفش طلایی شد. او همچنین نام خود را در کنار نام بریجیت پرینز به عنوان بهترین بازیکن فوتبال جام جهانی زنان در تمامی دوران به ثبت رساند.
بهترین بازیکن زن سال فیفا در سال:۲۰۱۸

## پیشینه باشگاهی

### واسکو داگاما
مارتا در ۱۴سالگی توسط مربی نامدار برزیلی هلنا پاچئو کشف شد و برای تکمیل دوران تعلیم خود به یکی از باشگاه‌های حرفه‌ای و معروف شهر ریو دوژانیرو به نام واسکو داگاما رفت.
مارتا تا سال ۲۰۰۱ که این باشگاه بهره‌برداری از تیم زنان خود را متوقف کرد در این تیم باقی‌ماند.
در سال۲۰۰۲ مارتا در باشگاه کوچکی در میناس گرایس بازی می‌کرد که در پایان همان فصل منحل شد.

### اوم ایکو

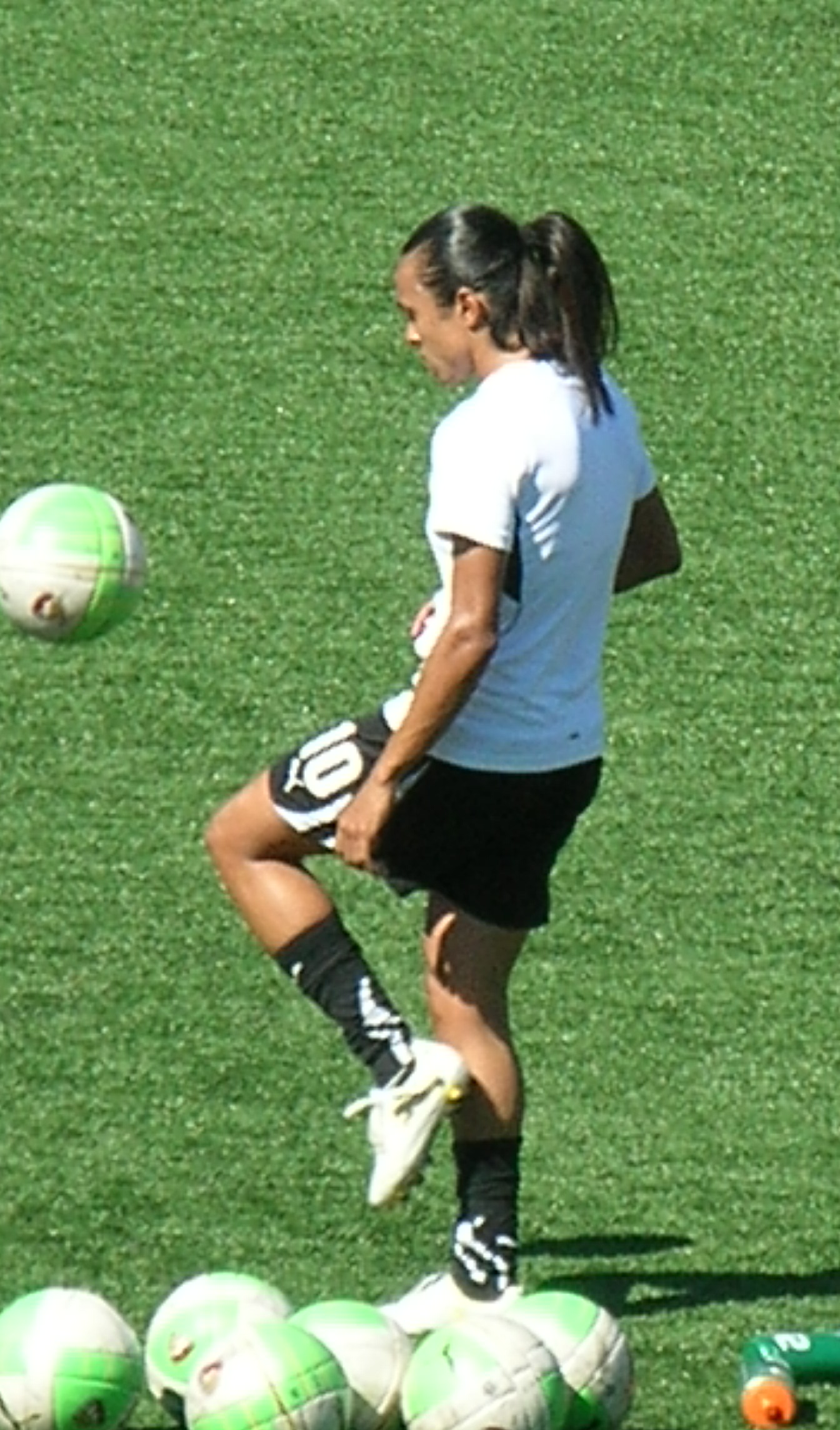

مارتا در پیش از فصل ۲۰۰۴ به این باشگاه پیوست. در همین فصل این باشگاه موفق شد با برد ۰–۸ مقابل تیم فرانکفورت به فینال جام یوفا برسد که ۳ گل این بازی را مارتا به ثمر رساند. در لیگ با وجود داشتن ۱۰۶ گل در رده دوم و پایین‌تر از تیم دیوری گردن قرار گرفت. در بازی که بین این تیم و دیوری گردن انجام شد اوم ایکو ۱–۲ شکست خورد که در این بازی مارتا تک گل تیم خود را به ثمر رساند. مارتا در جدول گلزنان لیگ در این فصل ۲۲ گل را به نام خود ثبت کرد.
مارتا در دومین فصل خود (۲۰۰۵–۲۰۰۴) ۲۱ گل به ثمر رساند و همراه با تیم خود بدون شکست قهرمان لیگ شد.
در فصل ۲۰۰۶–۲۰۰۵ یکبار دیگر اوم ایکو بدون شکست قهرمان شد و همانند فصل قبل مارتا با ۲۱ گل زده در صدر جدول گلزنان قرار گرفت.
اوم ایکو در مسابقات زنان جام یوفا در مجموع با نتیجه ۱–۱۱ در مقابل حریف نروژی خود کولباتن اف. کی به پیروزی دست یافت که مارتا در دو مسابقه دو گل زد.
برای سومین بار متوالی او در طرف بازنده در فینال جام سوئد بود زمانی‌که تیمش در مقابل لینشوپینگ با نتیجه۳–۲ شکست خورد.
فصل ۲۰۰۷–۲۰۰۶ فصل به نسبتً موفقی برای اوم ایکو بود. این تیم در این فصل با اختلاف نه امتیاز با تیم دیوری گردن قهرمان لیگ شد. همچنین موفق شد با نتیجه ۳–۴ مقابل تیم ایک به پیروزی برسد. مارتا در این مسابقه با زدن آخرین گل (گل پیروزی) در سه دقیقه پایانی بازی هت‌تریک کرد. مارتا با زدن ۲۵ گل در لیگ و یک گل کمتر از لوتا شلین در رده دوم جدول گلزنان قرار گرفت.
برای چهارمین بار مارتا و تیمش به فینال جام یوفای زنان راه یافت و با شکست ۱–۰ مقابل آرسنال به کار خود پایان داد. در فصل ۲۰۰۸ اوم ایکو همراه با مارتا یک بار دیگر عنوان قهرمانی جام سوئد را به خود اختصاص داد. پس از پایان فصل حدس و گمان‌ها در باره آینده به وجود آمد.
مارتا در ژانویهٔ ۲۰۰۹ وطی اهدای جایزه بهترین بازیکن زن سال فوتبال جهان خبر پیوستن به تیم آمریکایی لس آنجلس سل برای سه سال آینده را اعلام نمود. با درخواست مارتا لوس آنجلس سل بازیکن دیگر تیم اوم ایکو جوانا فریسک را خرید.

### لس‌آنجلس سل
مارتا در روز مراسم دریافت جایزه بهترین بازیکن فوتبال جهان در سال ۲۰۰۸ اعلام داشت با قراردادی سه ساله به تیم حرفه‌ای فوتبال زنان لس‌آنجلس سل خواهد پیوست.
در فصل ۲۰۰۹ مارتا بهترین گلزن لیگ شد و تیمش در فینال بازی را با نتیجه ۱–۰ به اسکای بلو واگذار کرد.

## سانتوس
مارتا در سال ۲۰۰۹ و در فصل بدن‌سازی تیم لوس انجلس در قراردادی سه ماه با تیم سانتوس به صورت قرضی به این تیم پیوست. او با بازی و زدن یک گل در کوپا لیبرتادورس (جام باشگاه‌های آمریکای جنوبی) و کوپا دو برزیل (لیگ زنان برزیل) به تیمش کمک کرد.

## گلد پراید
در ژانویه سال ۲۰۱۰ تیم لس آنجلس سل منحل شد و حق پیوستن به دیگر تیم‌ها برای مارتا و هم تیمی‌هایش مطابق پیش‌نویس جدایی ۲۰۱۰ دابلیوپی‌اس (WPS) وجود داشت و مارتا به عنوان اولین انتخاب به تیم گلد پراید پیوست.
او در تمامی ۲۴ بازی این تیم حضور داشت و موفق به زدن ۱۹ گل شد و برای دومین سال پیاپی عنوان با ارزش‌ترین بازیکن لیگ (WPSMVP) و کفش طلایی WPS را بدست آورد.
مارتا (با رأی تماشاگران) در تیم ستارگان منتخب لیگ WPS در سال ۲۰۱۰ با بازوبند کاپیتانی در این تیم حاضر شد و با عنوان یکی از بهترین بازیکنان بین‌المللی هدایت این تیم را بر عهده داشت.

## سانتوس
مارتا در دسامبر ۲۰۱۰ دوباره با تیم سانتوس برای بازی در جام باشگاه‌های آمریکای جنوبی و لیگ برزیل قرارداد بست.

## وسترن نیویورک فلش
مارتا در ۲۵ ژانویهٔ ۲۰۱۰ به سومین تیم لیگ حرفه‌ای فوتبال زنان آمریکا وسترن نیویورک فلش برای مدت سه سال پیوست؛ که این قراداد جایگزین قرارداد سه ساله با گلد پراید شد.
دو گل مارتا و چهار پاس گل او را به عنوان بازیکن کلیدی این تیم شناساند.

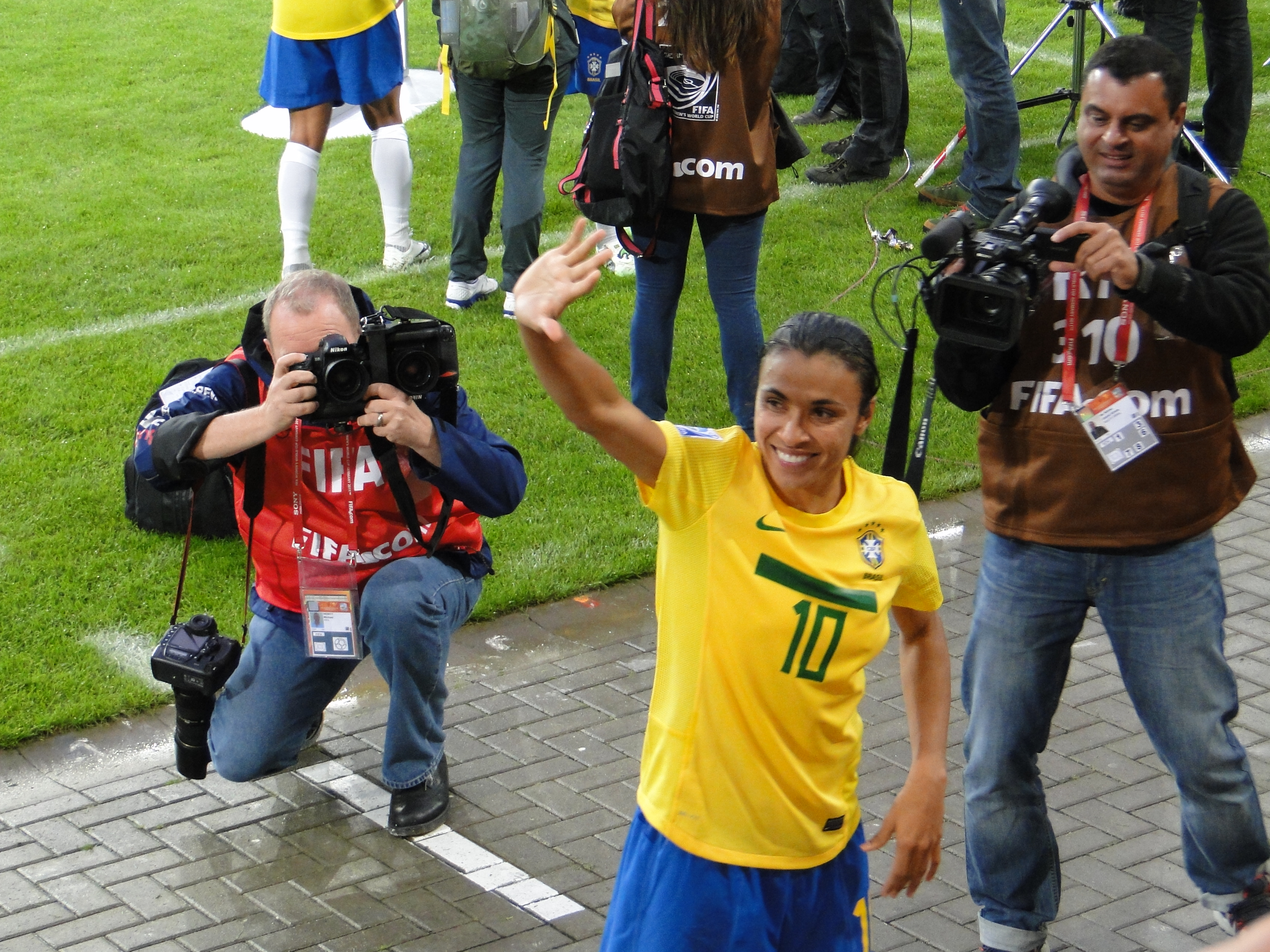

## تیرسو اف اف
پس از منحل شدن لیگ حرفه‌ای فوتبال زنان آمریکا (دابلیو پی‌اس) در سال ۲۰۱۲ مارتا تصمیم به بازگشت به دامال سوئنسکان (یا لیگ برتر فوتبال زنان سوئد) گرفت. در ۲۲ فوریهٔ ۲۰۱۲ او قراردادی دو ساله با تیم تیرسو امضا کرد. با مبلغی خارج از عرف و حدود ۴۰۰٬۰۰۰ دلار که توسط اسپانسر خارجی (و نه باشگاه) برای هر فصل پرداخت می‌شود.

## روزنگرد
در ژوئیه ۲۰۱۴ او قراردادی شش‌ماهه با مدافع قهرمانی لیگ زنان سوئد به امضا رساند در متن این قرارداد گزینه‌ای برای تمدید یکساله آن وجود دارد.

### آمار
از سال ۲۰۰۹ به بعد.
| باشگاه               | فصل   | لیگ                | لیگ  | جام                | جام  | قاره ای            | قاره ای | مجموع              | مجموع |
| باشگاه               | فصل   | تعداد حضور در بازی | گلها | تعداد حضور در بازی | گلها | تعداد حضور در بازی | گلها    | تعداد حضور در بازی | گلها  |
| -------------------- | ----- | ------------------ | ---- | ------------------ | ---- | ------------------ | ------- | ------------------ | ----- |
| لس‌آنجلس سل           | ۲۰۰۹  | ۲۰                 | ۱۰   | -                  | -    | -                  | -       | ۲۰                 | ۱۰    |
| سانتوس               | ۲۰۰۹  | -                  | -    | ۷                  | ۱۸   | ۶                  | ۷       | ۱۳                 | ۲۵    |
| گلد پراید            | ۲۰۱۰  | ۲۵                 | ۲۰   | -                  | -    | -                  | -       | ۲۵                 | ۲۰    |
| باشگاه فوتبال سانتوس | ۲۰۱۱  | -                  | -    | -                  | -    | ۴                  | ۲       | ۴                  | ۲     |
| وستزن نیویورک فلش    | ۲۰۱۱  | ۱۵                 | ۱۰   | -                  | -    | -                  | -       | ۱۵                 | ۱۰    |
| تیرسو اف اف          | ۲۰۱۲  | ۲۱                 | ۱۲   | ۴                  | ۴    | -                  | -       | ۲۵                 | ۱۶    |
| تیرسو اف اف          | ۲۰۱۳  | ۱۵                 | ۱۲   | ۱                  | ۱    | ۴                  | ۱       | ۲۰                 | ۱۴    |
| تیرسو اف اف          | مجموع | ۳۶                 | ۲۴   | ۵                  | ۵    | ۴                  | ۱       | ۴۵                 | ۳۰    |

## پیشینه بین‌المللی

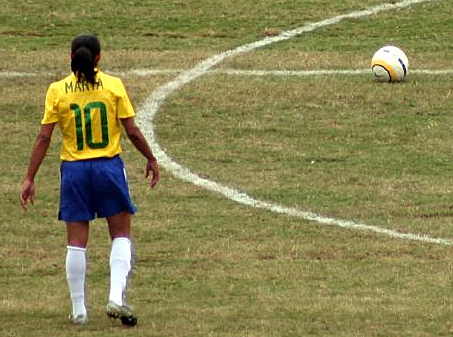
مارتا در فینال بازی های پان آمریکا درسال2007

در ۲۶ ژوئیه ۲۰۰۷ مارتا با تیم ملی برزیل تیم ملی زیر ۲۰ سال آمریکا را در بازی‌های پان امریکن در ورزشگاه ماراکانا و در حضور ۶۸٫۰۰۰ تماشاگر شکست داد. مارتا توسط تماشاگران با بازیکن بزرگ فوتبال برزیل پله مقایسه شد و او را پله با دامن خطاب می‌کردند. حتی پله نیز با این مقایسه موافق بود.
مارتا اعلام کرد از اینکه پله بازی‌های او را دنبال می‌کند و برای بردش مقابل آمریکا به او تبریک گفته‌است احساس خوشحالی می‌کند. پس از ان نقش پاهای او در سیمان استادیوم هک شد تا اولین زنی باشد که به این افتخار دست می‌یابد.
مارتا در جام جهانی ۲۰۰۷ همراه با تیم ملی برزیل شرکت کرد و هر سه بازی مرحله گروهی را با پیروزی پشت سر گذاشت. مارتا در این سه بازی چهار گل به ثمر رساند.
در یک چهارم نهایی برزیل با نتیجه۲–۳ در مقابل استرالیا با گلزنی مارتا از روی نقطه پنالتی پیروز شد.
در نیم نهایی دو گل از چهار گل برزیل در مقابل آمریکا را مارتا به ثمر رساند تا در مجموع چهار بر صفر به پیروزی برسند که دومین گل با حرکت اکروباتیک مارتا به ثمر رسید.
برزیل در مسابقه فینال مقابل آلمان ۲–۰ شکست خورد.
مارتا جام جهانی ۲۰۰۷ را با کسب توپ طلایی به عنوان بهترین بازیکن و کفش طلایی به عنوان بهترین گلزن رقابت‌ها با ۷ گل زده به پایان رساند.
مارتا در بازی‌های المپیک ۲۰۰۸ شرکت کرد و موفق به دریافت مدال نقره شد.
او در جام جهانی ۲۰۱۱ زنان همراه با تیم ملی برزیل حضور داشت. در یک چهارم نهایی توسط تیم آمریکا حذف شد. در این رقابت‌ها با ثبت چهار گل و دو پاس گل به عنوان یکی از بهترین بازیکنان تمامی دوران شناخته شد و همراه با بریجیت پرینز در رده چهاردهم قرار گرفت.
به خاطر لمس توپ بادست در بازی مقابل استرالیا از طرف تماشاچیان تیم حریف مورد انتقاد قرار گرفت.
تماشاچیان رفتار و عکس‌العمل‌های او را مقابل تیم آمریکا در یک چهارم نهایی در رسانه‌ها مشاهده کردند و آن را غیر ورزشی تلقی نمودند.

## گل‌های بین‌المللی
| ش. م | تاریخ           | مکان                                                                                  | رقیب                | گل   | نتیجه | رقابت                                                              |
| ---- | --------------- | ------------------------------------------------------------------------------------- | ------------------- | ---- | ----- | ------------------------------------------------------------------ |
| ۱.   | ۲۵ آوریل ۲۰۰۳   | Estadio Monumental, لیما، پرو                                                         | پرو                 | ۳–۰  | ۳–۰   | 2003 South American Women's Football Championship                  |
| ۲.   | ۲۷ آوریل ۲۰۰۳   | Estadio Monumental, لیما، پرو                                                         | کلمبیا              | ۴–۰  | ۱۲–۰  | 2003 South American Women's Football Championship                  |
| ۳.   | ۲۷ آوریل ۲۰۰۳   | Estadio Monumental, لیما، پرو                                                         | کلمبیا              | ۷–۰  | ۱۲–۰  | 2003 South American Women's Football Championship                  |
| ۴.   | ۲۷ آوریل ۲۰۰۳   | Estadio Monumental, لیما، پرو                                                         | کلمبیا              | ۸–۰  | ۱۲–۰  | 2003 South American Women's Football Championship                  |
| ۵.   | ۰۲ اوت ۲۰۰۳     | Estadio de Fútbol de San Cristóbal, San Cristóbal, جمهوری دومینیکن                    | هائیتی              | ۰-۱  | ۰–۵   | Football at the 2003 Pan American Games                            |
| ۶.   | ۰۸ اوت ۲۰۰۳     | Estadio de Fútbol de San Cristóbal, San Cristóbal, جمهوری دومینیکن                    | کانادا              | ۳-۰  | ۵–۰   | Football at the 2003 Pan American Games                            |
| ۷.   | ۱۱ اوت ۲۰۰۳     | Complejo Deportivo del Centro Olímpico Juan P. Duarte, سانتو دومینگو، جمهوری دومینیکن | مکزیک               | ۱-۰  | ۲–۱   | Football at the 2003 Pan American Games                            |
| ۸.   | ۱۱ اوت ۲۰۰۳     | Complejo Deportivo del Centro Olímpico Juan P. Duarte, سانتو دومینگو، جمهوری دومینیکن | مکزیک               | ۲-۰  | ۲–۱   | Football at the 2003 Pan American Games                            |
| ۹.   | ۲۱ سپتامبر ۲۰۰۳ | ورزشگاه یادبود رابرت اف. کندی، واشینگتن، دی. سی., ایالات متحده                        | کرهٔ جنوبی           | ۱–۰  | ۳–۰   | جام جهانی فوتبال زنان ۲۰۰۳                                         |
| ۱۰.  | ۲۴ سپتامبر ۲۰۰۳ | ورزشگاه یادبود رابرت اف. کندی، واشینگتن، دی. سی., ایالات متحده                        | نروژ                | ۱-۳  | ۱–۴   | جام جهانی فوتبال زنان ۲۰۰۳                                         |
| ۱۱.  | ۱ اکتبر ۲۰۰۳    | ورزشگاه ژیلت، فاکسبرو، ایالات متحده                                                   | سوئد                | ۱–۱  | ۱–۲   | جام جهانی فوتبال زنان ۲۰۰۳                                         |
| ۱۲.  | ۱۱ اوت ۲۰۰۴     | Kaftanzoglio Stadium, سالونیک، یونان                                                  | استرالیا            | ۱–۰  | ۱–۰   | فوتبال در بازی‌های المپیک تابستانی ۲۰۰۴ - رقابت زنان                |
| ۱۳.  | ۱۷ اوت ۲۰۰۴     | Pampeloponnisiako Stadium, پاتراس، یونان                                              | یونان               | ۵–۰  | ۷–۰   | فوتبال در بازی‌های المپیک تابستانی ۲۰۰۴ - رقابت زنان                |
| ۱۴.  | ۲۰ اوت ۲۰۰۴     | Pankritio Stadium, هراکلیون، یونان                                                    | مکزیک               | ۵–۰  | ۵–۰   | فوتبال در بازی‌های المپیک تابستانی ۲۰۰۴ - رقابت زنان                |
| ۱۵.  | ۱۵ ژوئیه ۲۰۰۷   | ورزشگاه المپیک ژائو هاولانژ، ریودو ژانیرو، برزیل                                      | جامائیکا            | ۴-۰  | ۵–۰   | Football at the 2007 Pan American Games                            |
| ۱۶.  | ۱۸ ژوئیه ۲۰۰۷   | ورزشگاه المپیک ژائو هاولانژ، ریودو ژانیرو، برزیل                                      | اکوادور             | ۵-۰  | ۱۰–۰  | Football at the 2007 Pan American Games                            |
| ۱۷.  | ۱۸ ژوئیه ۲۰۰۷   | ورزشگاه المپیک ژائو هاولانژ، ریودو ژانیرو، برزیل                                      | اکوادور             | ۷-۰  | ۱۰–۰  | Football at the 2007 Pan American Games                            |
| ۱۸.  | ۱۸ ژوئیه ۲۰۰۷   | ورزشگاه المپیک ژائو هاولانژ، ریودو ژانیرو، برزیل                                      | اکوادور             | ۹-۰  | ۱۰–۰  | Football at the 2007 Pan American Games                            |
| ۱۹.  | ۱۸ ژوئیه ۲۰۰۷   | ورزشگاه المپیک ژائو هاولانژ، ریودو ژانیرو، برزیل                                      | اکوادور             | ۱۰-۰ | ۱۰–۰  | Football at the 2007 Pan American Games                            |
| ۲۰.  | ۱۸ ژوئیه ۲۰۰۷   | ورزشگاه ماراکانا، ریودو ژانیرو، برزیل                                                 | کانادا              | ۱-۰  | ۷–۰   | Football at the 2007 Pan American Games                            |
| ۲۱.  | ۱۸ ژوئیه ۲۰۰۷   | ورزشگاه ماراکانا، ریودو ژانیرو، برزیل                                                 | کانادا              | ۳-۰  | ۷–۰   | Football at the 2007 Pan American Games                            |
| ۲۲.  | ۱۸ ژوئیه ۲۰۰۷   | ورزشگاه ماراکانا، ریودو ژانیرو، برزیل                                                 | کانادا              | ۵-۰  | ۷–۰   | Football at the 2007 Pan American Games                            |
| ۲۳.  | ۱۸ ژوئیه ۲۰۰۷   | ورزشگاه ماراکانا، ریودو ژانیرو، برزیل                                                 | کانادا              | ۶-۰  | ۷–۰   | Football at the 2007 Pan American Games                            |
| ۲۴.  | ۱۸ ژوئیه ۲۰۰۷   | ورزشگاه ماراکانا، ریودو ژانیرو، برزیل                                                 | کانادا              | ۷-۰  | ۷–۰   | Football at the 2007 Pan American Games                            |
| ۲۵.  | ۲۶ ژوئیه ۲۰۰۷   | ورزشگاه ماراکانا، ریودو ژانیرو، برزیل                                                 | ایالات متحده آمریکا | ۱-۰  | ۵–۰   | Football at the 2007 Pan American Games                            |
| ۲۶.  | ۲۶ ژوئیه ۲۰۰۷   | ورزشگاه ماراکانا، ریودو ژانیرو، برزیل                                                 | ایالات متحده آمریکا | ۴-۰  | ۵–۰   | Football at the 2007 Pan American Games                            |
| ۲۷.  | ۱۲ سپتامبر ۲۰۰۷ | Wuhan Stadium , ووهان، China                                                          | نیوزیلند            | ۳-۰  | ۵–۰   | جام جهانی فوتبال زنان ۲۰۰۷                                         |
| ۲۸.  | ۱۲ سپتامبر ۲۰۰۷ | Wuhan Stadium , ووهان، China                                                          | نیوزیلند            | ۵-۰  | ۵–۰   | جام جهانی فوتبال زنان ۲۰۰۷                                         |
| ۲۹.  | ۱۵ سپتامبر ۲۰۰۷ | Wuhan Stadium , ووهان، China                                                          | چین                 | ۱-۰  | ۴–۰   | جام جهانی فوتبال زنان ۲۰۰۷                                         |
| ۲۹.  | ۱۵ سپتامبر ۲۰۰۷ | Wuhan Stadium , ووهان، China                                                          | چین                 | ۴-۰  | ۴–۰   | جام جهانی فوتبال زنان ۲۰۰۷                                         |
| ۳۰.  | ۲۳ سپتامبر ۲۰۰۷ | Tianjin Olympic Centre Stadium, تیانجین، China                                        | استرالیا            | ۲-۰  | ۳–۲   | جام جهانی فوتبال زنان ۲۰۰۷                                         |
| ۳۱.  | ۲۷ سپتامبر ۲۰۰۷ | Yellow Dragon Stadium, هانگژو، China                                                  | ایالات متحده آمریکا | ۲-۰  | ۴–۰   | جام جهانی فوتبال زنان ۲۰۰۷                                         |
| ۳۲.  | ۲۷ سپتامبر ۲۰۰۷ | Yellow Dragon Stadium, هانگژو، China                                                  | ایالات متحده آمریکا | ۴-۰  | ۴–۰   | جام جهانی فوتبال زنان ۲۰۰۷                                         |
| ۳۳.  | ۱۹ آوریل ۲۰۰۸   | ورزشگاه کارگران پکن، پکن، چین                                                         | غنا                 | ۱–۰  | ۵–1   | Inter-continental play-off                                         |
| ۳۴.  | ۹ اوت ۲۰۰۸      | Shenyang Olympic Stadium, شن‌یانگ، چین                                                 | کرهٔ شمالی           | ۲–۰  | ۲–۱   | فوتبال در بازی‌های المپیک تابستانی ۲۰۰۸ – رقابت زنان                |
| ۳۵.  | ۱۵ اوت ۲۰۰۸     | Tianjin Olympic Center Stadium, تیانجین، چین                                          | نروژ                | ۲–۰  | ۲–۱   | فوتبال در بازی‌های المپیک تابستانی ۲۰۰۸ – رقابت زنان                |
| ۳۶.  | ۱۸ اوت ۲۰۰۸     | ورزشگاه شانگهای، شانگهای، چین                                                         | آلمان               | ۳–۰  | ۴–۱   | فوتبال در بازی‌های المپیک تابستانی ۲۰۰۸ – رقابت زنان                |
| ۳۷.  | ۹ دسامبر ۲۰۰۹   | ورزشگاه پاکائمبو، سائوپائولو، برزیل                                                   | شیلی                | ۲–۰  | ۳–۱   | 2009 Torneio Internacional Cidade de São Paulo de Futebol Feminino |
| ۳۸.  | ۱۳ دسامبر ۲۰۰۹  | ورزشگاه پاکائمبو، سائوپائولو، برزیل                                                   | مکزیک               | ۱–۰  | ۳–۲   | 2009 Torneio Internacional Cidade de São Paulo de Futebol Feminino |
| ۳۹.  | ۱۶ دسامبر ۲۰۰۹  | ورزشگاه پاکائمبو، سائوپائولو، برزیل                                                   | چین                 | ۱–۰  | ۳–۰   | 2009 Torneio Internacional Cidade de São Paulo de Futebol Feminino |
| ۴۰.  | ۱۶ دسامبر ۲۰۰۹  | ورزشگاه پاکائمبو، سائوپائولو، برزیل                                                   | چین                 | ۳–۰  | ۳–۰   | 2009 Torneio Internacional Cidade de São Paulo de Futebol Feminino |
| ۴۱.  | ۲۰ دسامبر ۲۰۰۹  | ورزشگاه پاکائمبو، سائوپائولو، برزیل                                                   | مکزیک               | ۲–۱  | ۵–۲   | 2009 Torneio Internacional Cidade de São Paulo de Futebol Feminino |
| ۴۲.  | ۲۰ دسامبر ۲۰۰۹  | ورزشگاه پاکائمبو، سائوپائولو، برزیل                                                   | مکزیک               | ۴–۱  | ۵–۲   | 2009 Torneio Internacional Cidade de São Paulo de Futebol Feminino |
| ۴۳.  | ۲۰ دسامبر ۲۰۰۹  | ورزشگاه پاکائمبو، سائوپائولو، برزیل                                                   | مکزیک               | ۵–۲  | ۵–۲   | 2009 Torneio Internacional Cidade de São Paulo de Futebol Feminino |
| ۴۴.  | ۷ نوامبر ۲۰۱۰   | Estadio Federativo Reina del Cisne, Loja, اکوادور                                     | اروگوئه             | ۲–۰  | ۴–۰   | 2010 South American Women's Football Championship                  |
| ۴۵.  | ۷ نوامبر ۲۰۱۰   | Estadio Federativo Reina del Cisne, Loja, اکوادور                                     | اروگوئه             | ۴–۰  | ۴–۰   | 2010 South American Women's Football Championship                  |
| ۴۶.  | ۱۱ نوامبر ۲۰۱۰  | Estadio Alejandro Serrano Aguilar, Cuenca, اکوادور                                    | کلمبیا              | 1-2  | 1–2   | 2010 South American Women's Football Championship                  |
| ۴۷.  | ۱۳ نوامبر ۲۰۱۰  | Estadio Alejandro Serrano Aguilar, Cuenca, اکوادور                                    | پاراگوئه            | ۳-۰  | ۳–۰   | 2010 South American Women's Football Championship                  |
| ۴۸.  | ۱۷ نوامبر ۲۰۱۰  | Estadio La Cocha, لاتاکونگا، اکوادور، اکوادور                                         | آرژانتین            | ۳-۰  | ۴–۰   | 2010 South American Women's Football Championship                  |
| ۴۹.  | ۱۹ نوامبر ۲۰۱۰  | Estadio La Cocha, لاتاکونگا، اکوادور، اکوادور                                         | کلمبیا              | ۳-۰  | ۵–۰   | 2010 South American Women's Football Championship                  |
| ۵۰.  | ۱۹ نوامبر ۲۰۱۰  | Estadio La Cocha, لاتاکونگا، اکوادور، اکوادور                                         | کلمبیا              | ۵-۰  | ۵–۰   | 2010 South American Women's Football Championship                  |
| ۵۱.  | ۲۱ نوامبر ۲۰۱۰  | Estadio Olímpico Atahualpa, کیتو، اکوادور                                             | شیلی                | ۰-۲  | ۱–۳   | 2010 South American Women's Football Championship                  |
| ۵۲.  | ۲۱ نوامبر ۲۰۱۰  | Estadio Olímpico Atahualpa, کیتو، اکوادور                                             | شیلی                | ۱-۳  | ۱–۳   | 2010 South American Women's Football Championship                  |
| ۵۳.  | ۹ دسامبر ۲۰۱۰   | ورزشگاه پاکائمبو، سائوپائولو، برزیل                                                   | مکزیک               | ۲–۰  | ۳–۰   | 2010 Torneio Internacional Cidade de São Paulo de Futebol Feminino |
| ۵۴.  | ۹ دسامبر ۲۰۱۰   | ورزشگاه پاکائمبو، سائوپائولو، برزیل                                                   | مکزیک               | ۳–۰  | ۳–۰   | 2010 Torneio Internacional Cidade de São Paulo de Futebol Feminino |
| ۵۵.  | ۱۲ دسامبر ۲۰۱۰  | ورزشگاه پاکائمبو، سائوپائولو، برزیل                                                   | هلند                | ۱–۰  | 3–2   | 2010 Torneio Internacional Cidade de São Paulo de Futebol Feminino |
| ۵۶.  | ۱۲ دسامبر ۲۰۱۰  | ورزشگاه پاکائمبو، سائوپائولو، برزیل                                                   | هلند                | 2–2  | 3–2   | 2010 Torneio Internacional Cidade de São Paulo de Futebol Feminino |
| ۵۷.  | ۱۹ دسامبر ۲۰۱۰  | ورزشگاه پاکائمبو، سائوپائولو، برزیل                                                   | کانادا              | ۱–1  | 2–2   | 2010 Torneio Internacional Cidade de São Paulo de Futebol Feminino |
| ۵۸.  | ۱۹ دسامبر ۲۰۱۰  | ورزشگاه پاکائمبو، سائوپائولو، برزیل                                                   | کانادا              | 2–1  | 2–2   | 2010 Torneio Internacional Cidade de São Paulo de Futebol Feminino |
| ۵۹.  | ۱۴ می ۲۰۱۱      | Estádio Rei Pelé, ماسیو، برزیل                                                        | شیلی                | ۲–۰  | ۳–۰   | بازی دوستانه                                                       |
| ۶۰.  | ۳ ژوئیه ۲۰۱۱    | ورزشگاه فولکس‌واگن آرنا، وولفسبورگ، آلمان                                              | نروژ                | ۱–۰  | ۳–۰   | جام جهانی فوتبال زنان ۲۰۱۱                                         |
| ۶۱.  | ۳ ژوئیه ۲۰۱۱    | ورزشگاه فولکس‌واگن آرنا، وولفسبورگ، آلمان                                              | نروژ                | ۳–۰  | ۳–۰   | جام جهانی فوتبال زنان ۲۰۱۱                                         |
| ۶۲.  | ۱۰ ژوئیه ۲۰۱۱   | ورزشگاه رادولف هاربیگ، وولفسبورگ، درسدن                                               | ایالات متحده آمریکا | ۱–۱  | ۲–۲   | جام جهانی فوتبال زنان ۲۰۱۱                                         |
| ۶۳.  | ۱۰ ژوئیه ۲۰۱۱   | ورزشگاه رادولف هاربیگ، وولفسبورگ، درسدن                                               | ایالات متحده آمریکا | ۲–۲  | ۲–۲   | جام جهانی فوتبال زنان ۲۰۱۱                                         |
| ۶۴.  | ۸ دسامبر ۲۰۱۱   | ورزشگاه پاکائمبو، سائوپائولو، برزیل                                                   | ایتالیا             | ۴–۱  | ۵–۱   | 2011 Torneio Internacional Cidade de São Paulo de Futebol Feminino |
| ۶۶.  | ۲۵ ژوئیه ۲۰۱۲   | ورزشگاه میلنیوم، کاردیف ولز                                                           | کامرون              | ۳–۰  | ۵–۰   | فوتبال در بازی‌های المپیک تابستانی ۲۰۱۲ – مسابقات زنان              |
| ۶۷.  | ۲۵ ژوئیه ۲۰۱۲   | ورزشگاه میلنیوم، کاردیف ولز                                                           | کامرون              | ۵–۰  | ۵–۰   | فوتبال در بازی‌های المپیک تابستانی ۲۰۱۲ – مسابقات زنان              |
| ۶۸.  | ۹ دسامبر ۲۰۱۲   | ورزشگاه پاکائمبو، سائوپائولو، برزیل                                                   | پرتغال              | ۳–۰  | ۴–۰   | 2012 Torneio Internacional Cidade de São Paulo de Futebol Feminino |
| ۶۹.  | ۱۲ دسامبر ۲۰۱۳  | ورزشگاه ملی مانه گارینشا، برازیلیا، برزیل                                             | شیلی                | ۱–۰  | ۲–۰   | 2013 Torneio Internacional de Brasília de Futebol Feminino         |
| ۷۰.  | ۱۵ دسامبر ۲۰۱۳  | ورزشگاه ملی مانه گارینشا، برازیلیا، برزیل                                             | اسکاتلند            | ۰-۱  | 1–3   | 2013 Torneio Internacional de Brasília de Futebol Feminino         |
| ۷۱.  | ۲۲ دسامبر ۲۰۱۳  | ورزشگاه ملی مانه گارینشا، برازیلیا، برزیل                                             | شیلی                | ۲-۰  | ۵–۰   | 2013 Torneio Internacional de Brasília de Futebol Feminino         |

## افتخارات

### باشگاهی
اوم ایکو
- قهرمانی لیگ برتر فوتبال زنان سوئد: در سال‌های ۲۰۰۵٫۲۰۰۶٫۲۰۰۷٫۲۰۰۸
- قهرمان سوانسکا کوپن (جام سوئد):۲۰۰۷
- قهرمان جام یوفا: ۲۰۰۴–۲۰۰۳

 سانتوس
- قهرمان جام باشگاه‌های آمریکای جنوبی:۲۰۰۹
- قهرمان لیگ برتر زنان برزیل:۲۰۰۹

 اف. سی گلد پراید
- قهرمان لیگ برتر زنان آمریکا :۲۰۱۰

### ملی
- قهرمان بازی‌های پان آمریکن:۲۰۰۳٫۲۰۰۷
- قهرمان جام ملت‌های آمریکای جنوبی:۲۰۰۳٫۲۰۱۰

### فردی
- برنده جایزه بهترین بازیکن زن جهان از طرف فیفا(۵مرتبه):سال‌های ۲۰۰۶٬۲۰۰۷٬۲۰۰۸٬۲۰۰۹٬۲۰۱۰
- قرار گرفتن در رده دوم بهترین بازیکنان زن جهان از طرف فیفا(۱مرتبه):۲۰۰۵
- برنده جایزه توپ طلایی در رقابت‌های جام باشگاه‌های آمریکای جنوبی:۲۰۰۹
- بهترین گلزن سوانسکا کوپن (جام سوئد):(۴ مرتبه) ۲۰۰۸٫۲۰۰۶٫۲۰۰۵٫۲۰۰۴
- بهترین مهاجم سال در سوانسکا کوپن (جام سوئد):(۲ مرتبه)٫۲۰۰۷ ۲۰۰۸
- برنده توپ طلایی در رقابت‌های جام جهانی فوتبال زنان زیر ۲۰ سال(۱مرتبه):۲۰۰۷
- برنده توپ طلایی جام جهانی زنان(۱مرتبه):۲۰۰۷
- برنده جایزه بهترین بازیکن لیگ آمریکا (۲مرتبه):۲۰۰۹٬۲۰۱۰
- برنده جایزه کفش طلایی (۲مرتبه):۲۰۰۹٬۲۰۱۰
- برنده بهترین بازیکن لیگ قهرمانان(۱مرتبه):۲۰۱۰
- برنده جایزه بهترین گلزن جام باشگاه‌های آمریکای جنوبی(۲مرتبه):۲۰۰۳٫۲۰۱۰

## زندگی شخصی
مارتا در فقر بزرگ شد.
پدر مارتا (آلداریو داسیلوا) آرایشگر بود او زمانی که مارتا کودک بود خانواده را ترک کرد و مادرش ترزا داسیلوا مجبور شد برای کسب درآمد و نگهدارای از چهار فرزندش سخت کار کند.
مارتا دارای دو برادر بزرگ به نام‌های خوزه و والدیر و یک خواهر به نام آنجلا است. در سال ۲۰۱۰ سخنگوی صالح سوئد بود و در باشگاه فوتبال سان خوزه زندگی می‌کرد.
در اکتبر ۲۰۱۱ به عنوان سفیر صلح سازمان ملل شناخته شد.
بازیکنان مورد علاقهٔ او رونالدو، ریوالدو و رونالدینیو هستند.
به غیر از فوتبال ورزش مورد علاقه او تنیس است.
همچنین او به نواختن گیتار نیز علاقه دارد.